# Centro de Cooperación Regional para la Educación de Adultos en América Latina y el Caribe

Detalle del edificio principal El primero de estos centros fue fundado en México a solicitud de su gobierno y comenzó a funcionar el 9 de mayo de 1951 bajo la dirección del maestro mexicano Lucas Ortiz Benítez; le seguiría otro Centro Regional en Arabia.

El Centro de Cooperación Regional para la Educación de Adultos en América Latina y el Caribe (CREFAL) por sus siglas originales (Centro Regional de Educación Fundamental para la América Latina), es un organismo internacional autónomo al servicio de los países latinoamericanos. 
Fue fundado en 1950 en el marco de la Cuarta conferencia Internacional de la UNESCO para preparar al personal encargado de llevar a la práctica los principios de educación fundamental y que se enfocara la problemática educativa de los grupos marginados desde perspectivas regionales. El CREFAL abrió sus puertas el 9 de mayo de 1951. 
El CREFAL que hoy conocemos es un organismo internacional autónomo, con personalidad jurídica y patrimonio propio. Es una institución de carácter educativo, establecido para impulsar y realizar la formación profesional de educadores de personas jóvenes y adultas en América Latina y el Caribe. El CREFAL no es una corporación lucrativa; es una institución de servicio, con una clara vocación social que comprende que la educación de adultos es un derecho que está íntimamente vinculado al desarrollo de los pueblos y el mejoramiento de sus condiciones y calidad de vida.

## Historia del Centro
En las conclusiones de la Cuarta Conferencia Internacional de la UNESCO se reconoció que el desarrollo cultural no puede darse mientras no mejoren las condiciones materiales del medio y que existían millones de seres que no sólo tenían que aprender a leer y escribir, sino que era menester instruirles en el modo de combatir las enfermedades, servirse de la maquinaria y, en general, ayudarles a elevar su nivel de vida. Por ello se decidió establecer algunos centros donde se capacitara al personal encargado de llevar a la práctica lo que se denominó educación fundamental.
El primero de estos centros fue fundado en México a solicitud de su gobierno y comenzó a funcionar el 9 de mayo de 1951 bajo la dirección del maestro mexicano Lucas Ortiz Benítez; le seguiría otro Centro Regional en Arabia.
Como se asienta en el acta constitutiva, la FAO, la OMS y la OIT cooperaron con el Centro mediante el envío de personal especializado en sus respectivas áreas de trabajo. La OEA y la UNESCO participaron inicialmente en la organización y administración del CREFAL.
El Gobierno del estado de Michoacán colaboró con el arrendamiento de la "Posada de los Tres Reyes" para el alojamiento del personal docente y el general Lázaro Cárdenas con la donación de la "Quinta Eréndira" para que en ella se construyera la sede.

## Directores
- Mercedes Calderón García (2008 - )
- Humberto Salazar Herrera (2004-2007).
- Alfonso Rangel Guerra (2002-2004).
- Juan Millán Soberanes (1998-2002).
- Jesús Liceaga Ángeles (1996-1998).
- Vitelio García Maldonado (1994-1995).
- Mario Aguilera Dorantes (1990-1993).
- Luis G. Benavides Ilizaliturri (1987-1990).
- Tomás Miklos Ilkovics (1985-1987).
- Gilberto Garza Falcón (1979-1985)
- Adalberto A. Velázquez Salazar (1975-1978).